# Моренець Володимир Пилипович
Моренець Володимир Пилипович (* 9 червня 1953, Київ — 28 червня 2021, Київ) — український літературознавець, доктор філологічних наук, професор, заслужений діяч науки і техніки України, лауреат Державної премії України імені Тараса Шевченка (1996). Віцепрезидент Асоціації українських письменників, член редколегій журналів «Слово і Час», «Сучасність», газети АУП «Література плюс».

## Життєпис
Народився 9 червня 1953 року в родині літературознавця Моренця Пилипа Григоровича (27. 11. 1919, с. Варва, нині смт Черніг. обл. — 07. 12. 1969, Київ).
Навчався в Київському національному університеті ім. Тараса Шевченка, Варшавському університеті, дипломований філолог-славіст. В 1982 завершив аспірантуру в Інституті літератури НАН України з полоністики.
В 1982—1996 роках працював у Інституті літератури НАН України науковим співробітником. В 1990 visiting-professor Оттавського університету (Канада). З 1997 року керівник маґістерської програми «Теорія, історія літератури та компаративістика» та завідувач кафедри літератури Національного університету «Києво-Могилянська академія». В 1999 році дослідник в Інституті Гаррімана по програмі Фулбрайта (Колумбійський університет, США). В 1999—2003 декан Маґістеріуму НаУКМА, з 2003 віцепрезидент з навчально-наукових студій там же.
В 29 червня 2007 року брав участь у виборах президента НаУКМА і був одним з двох кандидатів, де за нього проголосувало 139 голосів (32,8 %). Після оголошення протоколу лічильної комісії, Володимир Пилипович Моренець виступив із заявою про те, що знімає свою кандидатуру з подальшої процедури обрання президента НаУКМА (за Законом про вищу освіту, Академічна конференція може рекомендувати кандидатури тих претендентів, які набрали не менше 30 % голосів).

### Професійний досвід
- перший віцепрезидент, віцепрезидент з наукової роботи НаУКМА (18/02/2011 — т.ч.);
- віцепрезидент з науково-навчальних студій НаУКМА (1/09/2006 — 18/02/2011);
- віцепрезидент з навчальної роботи НаУКМА (1/09/2005 — 1/09/06).
- віцепрезидент із навчально-наукових студій НаУКМА (2003 — т.ч.);
- декан Магістеріму НаУКМА (1999—2003);
- завідувач кафедри філології НаУКМА (1997—2004);
- керівник магістерської програми НаУКМА «Історія, теорія літератури та компаративістика» (1997 — т.ч.);
- науково-дослідна робота в Інституті літератури НАН України (1982—1996);
- visitor-professor Оттавського університету (Канада, 1990);
- дослідник Інституту Гаррімана по програмі Фулбрайт у 1999 та 2007 рр. (Колумбійський університет, США);
- дослідник Будинку Наук про Людину (Париж, квітень-травень 2005).

## Публікації

### Авторські монографії та книжки
- Національні шляхи поетичного модерну: Україна і Польща п.п. XX ст. — К. : Основи, 2002.
- Володимир Сосюра. — К., 1990.
- Борис Олійник. — К., 1987.
- На відстані серця. — К., 1986.
- Джерела поетики К. І. Галчинського. — К., 1986.
- Оксиморон. Літературознавчі статті, дослідження, есеї. — К., 2010.
- Про людське в Людині: розмови професора Володимира Моренця з управлінцями в Києво-Могилянській бізнес-школі / Володимир Моренець ; упорядн. Олександр Саврук. — Харків ; Київ : Видавець Олександр Савчук, 2024. — 336 с. : іл. — ISBN 978-617-7538-97-3

### Колективні монографії
- Історія української літератури XX століття. В двох кн. — 1998.
- Історія української літератури XX століття. В трьох кн. — 1992—1993.
- Діалектика художнього пошуку. — К., 1989.
- Бій ішов святий і правий. — К., 1985

### Наукове редагування
- На пошану пам'яті Віктора Китастого: зб. наук. пр. / упоряд. В. П. Моренець. — К. : ВД «КМ Академія», 2004. — 319 с.
- Фізер І. М. Американське літературознавство: історико-критичний нарис.  — К. : Вид. дім «Києво-Могилян. акад.», 2006. — 106 с.
- Фізер І. М. Філософія літератури / [наук. ред. В. Моренець]. — [К. : НаУКМА, 2012]. — 217 с.
- Докторські програми в Україні: досвід НаУКМА / [упоряд. Л. Пізнюк ; за наук. ред. В. Моренця] ; Нац. ун-т «Києво-Могилян. акад.». — К. : [Пульсари], 2010. — 159 с.
- Людина в часі (філософські аспекти української літератури XX-ХХІ ст.) / [наук. ред. В. Моренець ; упоряд. В. Моренець, М.Ткачук] ; Нац. ун-т «Києво-Могилян. акад.». — К. : [Пульсари], 2010. — 275 с.
- Людина в часі — 2 (філософські аспекти української літератури XX-ХХІ ст.) / [наук. ред. В. Моренець ; упоряд. Л. В. Пізнюк] ; Нац. ун-т «Києво-Могилян. акад.». — К. : [Унів. вид-во «Пульсари»], 2011. — 248 с.
- Рукописи
- Сучасна українська лірика (особливості розвитку і логіка саморуху). — К. : Ін-т літ-ри, 1994.